# کرباخ
کرباخ (به فرانسوی: Kerbach) یک کمون در فرانسه است که در Canton of Stiring-Wendel واقع شده‌است.

## خصوصیات
کرباخ ۴٫۴۵ کیلومترمربع مساحت و ۱٬۲۰۶ نفر جمعیت دارد و ۳۴۰ متر بالاتر از سطح دریا واقع شده‌است.